# Ahilej
Ahilej (grč. Ἀχιλλεύς, Akhilleús) junak je iz grčke mitologije, sin mirmidonskog kralja Peleja i nimfe Tetide. Kad je počeo Trojanski rat, sudjeluje u njemu na strani napadača. Štoviše, ne samo da sudjeluje nego je u Homerovoj Ilijadi predstavljen kao glavni junak na čelu svoje male vojske Mirmidonaca. Ubio je Hektora, trojanskog junaka i sina kralja Prijama.

## Etimologija
Ahilejevo grčko ime Ἀχιλλεύς, Akhilleús može biti raščlanjeno kao kombinacija od ἄχος (akhos) = "žalost", λαός (laos) = "ljudi", "pleme", "nacija". Odnosno, Ahilej je utjelovljenje ljudske tuge koja je tematika brojnih dijelova Ilijade, posebice Ahilejeva (za Patroklom). 

## Mitologija

### Rođenje i djetinjstvo
Ahilej je sin smrtnika Peleja, kralja Mirmidonaca u Pitiji, jugoistočnoj Tesaliji i morske nimfe Tetide. Zeus i Posejdon bili su rivali za Tetidinu ruku, sve dok Prometej nije prorekao da će Tetida roditi sina većeg od svog oca. Zbog tog su se razloga obojica povukli i dali njezinu ruku Peleju.
Kad se Ahilej rodio, Tetida ga je htjela učiniti besmrtnim tako što ga je uronila u rijeku Stiks. No, zaboravila je smočiti petu za koju ga je držala dok ga je uranjala, tako da je to mjesto ostalo jedina ranjiva točka na njegovu tijelu. Otuda i metafora Ahilova peta za nečiju slabu točku. U drugoj inačici mita, list je ostao prilijepljen uz njegovu petu pa je zato ostala ranjiva.
U starijoj inačici priče, Tetida ga je premazala ambrozijom i stavila navrh vatre da bi smrtni dijelovi njegova tijela izgorjeli. Za razliku od ovih priča, Homer u Ilijadi ne spominje njegovu neranjivost, a čak i spominje da je bio ranjen.
Pelej ga je zajedno s Patroklom dao Hironu, Kentauru, da ga odgoji na brdu Pelionu.
Vrač Kalhant prorekao je da mu je suđeno da umre u Troji. Tetida ga je stoga odvela na Skiru, kralju Likomedu i prerušila ga u djevojku. Na tom je dvoru s Didamijom imao sina Neoptolema. Odiseja je Menelaj poslao po Ahileja. Stigavši, pitao je može li prinijeti darove ženama te je izložio dragulje, a također i oružje - mač, koplje i štit. Sve su se djevojke divile nakitu, a samo se Ahilej divio oružju te ga je Odisej tako prepoznao. Odisej mu je dopustio da zadrži oružje, a potom su krenuli u rat. Druga inačica mita govori da se začula ratna trublja te da je Ahilej instinktivno zgrabio oružje.

### Ahilej u Trojanskom ratu
Dio invokacije Homerove Ilijade:

μῆνιν ἄειδε θεὰ Πηληϊάδεω Ἀχιλῆος

    οὐλομένην, ἣ μυρί' Ἀχαιοῖς ἄλγε' ἔθηκεν

Srdžbu mi, boginjo, pjevaj Ahileja, Peleju sina

Pogubnu, kojano zada Ahejcima tisuću jada

Prva riječ Ilijade sugerira Ahilejevu srdžbu koja je okosnica radnje. Ovaj ep govori o nekoliko tjedana rata i ne pokriva Ahilejevu smrt koja je prikazana u epu Etiopida. Etiopida, koja se pripisuje Arktinu iz Mileta, govori o Ahilejevu životu nakon onog opisanog u Ilijadi, opisuje Ahilejevu borbu s Amazonkom Pentizelejom i etiopskim kraljem Memnonom te njegovu smrt pod vratima Troje nakon što pogiba od Parisove i Apolonove ruke.
Ilijada počinje Ahilejevim povlačenjem iz bitke nakon što ga je Agamemnon obeščastio uzevši mu ljupku robinju Briseidu koja je zamijenila Hriseidu koju je morao vratiti njezinome ocu. Njezin je otac molio Apolona da mu je vrati, a Apolon je poslao kugu na Grke. Ahilej je volio Briseidu i odbio se boriti na grčkoj strani.
Ahileju je bilo proreknuto da neće biti dugoga vijeka, ali da će biti junak. Molio je svoju majku Tetidu da zamoli Zeusa da Trojanci nadvladaju grčke snage, što su oni i učinili. Kad Grci bili pred porazom, Ahilej je dao svom ljubljenom Patroklu da krene u njegovu oklopu protiv Trojanaca. Hektor ubija Patrokla, a Ahilej ne može prežaliti njegovu smrt. Održao je pogrebne igre u njegovu čast.
Tetida je došla tješiti shrvanog Ahileja te je nagovorila Hefesta da napravi novo oružje za nj, posebice novi štit koji je detaljno prikazan u 18. pjevanju Ilijade. 
Bijesan zbog Patroklove smrti, Ahilej se odlučio boriti te je ubio brojne Trojance tražeći Hektora. Također se borio s rijekom Skamander koja je bila ljuta jer je Ahilej trovao vodu bacajući mrtva tijela u nju. Skamander (Ksant), personificirano božanstvo, pokušao je utopiti Ahileja, ali zaustavili su ga Hera i Hefest. Zeus je rekao da još nije vrijeme da Troja padne te da bogovi moraju obuzdati Ahileja.
Na posljetku je Ahilej pronašao Hektora te ga je tri puta natjeravao oko zidina. Potom je Atena, odjevena kao Trojanac, uvjerila Hektora da se bori licem u lice. Ahilej ga je ubio i osvetio se, a zatim ga je privezao za svoju kočiju i vukao oko bojnog polja trinaest dana.
Uz pomoć boga Hermesa, Hektorov otac Prijam otišao je do Ahilejeva šatora i uvjerio ga da mu preda tijelo da bi ga mogao dostojno pokopati. Ahilej to i čini, mire se, te Ilijada završava Hektorovim pogrebom.

### Ahilejeva smrt
Ahilejeva je smrt bila opisana u Etiopidi. Opisuje se njegova borba s Pentezilejom, kraljicom Amazonki i njegova smrt. Ahileja je ubio Paris, a neki izvori govore da je Apolon vodio strijelu koja ga je pogodila u petu, njegovo jedino ranjivo mjesto.
Njegove su kosti pomiješane s Patroklovim i održane su pogrebne igre. Paris je skončao nakon nekog vremena tako što ga je ubio Filoktet rabeći veliki Heraklov luk.
Ahilejev je štit, zajedno s oružjem bio predmet natjecanja između Odiseja i Ajanta. Osvojio ga je Odisej, a Ajant je bjesnio i osvećivao se zvjerski na stoci i životinjama te se na posljetku ubio. O ovoj tematici piše Sofoklo u tragediji Ajant.

## Popularna kultura
U filmovima ulogu Ahileja glumili su:
- Stanley Baker u Heleni Trojanskoj (1956.)
- Arturo Dominici u Guerra di Troia, La (1962.)
- Steve Davislim u Belle Hélène, La (TV, 1996.)
- Joe Montana u Heleni Trojanskoj (TV, 2003.)
- Brad Pitt u Troji (2004)

## Vanjske poveznice
- Ahilej u grčkoj mitologiji (engl.)